# Siphonochilus aethiopicus
Siphonochilus aethiopicus là một loài thực vật có hoa trong họ Gừng. Loài này được Georg August Schweinfurth miêu tả khoa học đầu tiên năm 1867 dưới danh pháp Cienkowskia aethiopica. Tuy nhiên, chi Cienkowskia mà tác giả này mô tả lại ở tình trạng nomen illegitimum (tên gọi không hợp pháp), vì nó là tên đồng âm muộn của Cienkowskya Regel & Rach, 1858 = Cordia L., 1753 thuộc họ Cordiaceae/Boraginaceae.
Năm 1911, John Medley Wood & Millicent Franks mô tả chi Siphonochilus với loài Siphonochilus natalensis - loài điển hình của chi. Nó là Kaempferia natalensis chuyển sang (các tác giả xếp nó và 10 loài khác trong phân chi Cienkowskia).
Năm 1982, Brian Laurence Burtt đồng nhất Siphonochilus natalensis với Kaempferia aethiopica và như thế danh pháp của nó là Siphonochilus aethiopicus, do Cienkowskia aethiopica được công bố sớm nhất.